# Arrondissement de Stormarn
L’arrondissement de Stormarn est un arrondissement  (Landkreis en allemand) du Schleswig-Holstein  (Allemagne).
Son chef-lieu est Bad Oldesloe.

## Villes, communes et communautés d'administration
Six communes de l'arrondissement ont le statut de « ville » : Ahrensburg, Bad Oldesloe, Bargteheide, Glinde, Reinbek et Reinfeld.
Villes et communes non liées à un canton :
1. Ahrensburg, ville (30 663)
2. Ammersbek (9 301)
3. Bad Oldesloe, ville (24 172)
4. Bargteheide, ville (14 651)
5. Barsbüttel (12 454)
6. Glinde, ville (16 168)
7. Großhansdorf (8 945)
8. Oststeinbek (8 067)
9. Reinbek, ville (25 516)
10. Reinfeld (Holstein), ville (8 467)

Cantons et leurs communes liées :
| - 1. Amt Bad Oldesloe-Land (siège : Bad Oldesloe) 1. Grabau (811) 2. Lasbek (1 195) 3. Meddewade (773) 4. Neritz (338) 5. Pölitz (1 180) 6. Rethwisch (1 094) 7. Rümpel (1 298) 8. Steinburg (2 508) 9. Travenbrück (1 706) - 2. Amt Bargteheide-Land (siège : Bargteheide) 1. Bargfeld-Stegen (2 873) 2. Delingsdorf (2 203) 3. Elmenhorst (2 425) 4. Hammoor (1 141) 5. Jersbek (1 756) 6. Nienwohld (474) 7. Todendorf (1 063) 8. Tremsbüttel (1 862) | - 3. Amt Nordstormarn (siège : Reinfeld) 1. Badendorf (805) 2. Barnitz (831) 3. Feldhorst (598) 4. Hamberge (1 373) 5. Heidekamp (466) 6. Heilshoop (591) 7. Klein Wesenberg (761) 8. Mönkhagen (643) 9. Rehhorst (714) 10. Wesenberg (1 194) 11. Westerau (782) 12. Zarpen (1 519) - 4. Amt Siek 1. Braak (790) 2. Brunsbek (1 614) 3. Hoisdorf (3 427) 4. Siek (1 987) 5. Stapelfeld (1 559) | - 5. Amt Trittau 1. Grande (661) 2. Grönwohld (1 343) 3. Großensee (1 756) 4. Hamfelde (500) 5. Hohenfelde (53) 6. Köthel (352) 7. Lütjensee (3 229) 8. Rausdorf (232) 9. Trittau (7 593) 10. Witzhave (1 410) - 6. Amt Itzstedt 1. Tangstedt (6 441) (31 décembre 2014) (Les six autres communes membres font partie de l'arrondissement de Segeberg) |

## Géographie
L’arrondissement est délimité au nord par l’arrondissement de Segeberg, au nord-est par l’arrondissement du Holstein-de-l'Est et la ville de Lübeck, au sud-est par l’arrondissement du duché de Lauenbourg, et au sud-ouest par la ville de Hambourg.
Le point culminant de l’arrondissement est le Kleine Hahnheider Berg, à 100 m d'altitude.

### Administrateurs de l'arrondissement
- 1868–1880: Wilhelm von Levetzau (de)
- 1880–1887: Karl von Hollen (de)
- 1887–1894: Detlev von Bülow
- 1894–1918: Joachim von Bonin (de)
- 1919–1933: Friedrich Knutzen (de), DDP
- 1933–1936: Constantin Bock von Wülfingen (de), NSDAP
- 1937–1940: Erich Keßler (de)
- 1940–1942: Rolf Breusing (de), NSDAP
- 1942–1943: Karl von Lamprecht
- 1943–1945: Rolf Carls
- 1945: Kock
- 1945–1946: Wilhelm Paasche (de)
- 1946: Heinrich Eckholdt (de)
- 1946–1956: Wilhelm Siegel (de), SPD
- 1956–1957: Klaus von der Groeben, CDU
- 1957–1975: Wennemar Haarmann (de), CDU
- 1975–1989: Hans-Henning Becker-Birck (de), CDU
- 1990–1998: Hans Jürgen Wildberg (de), sans étiquette
- 1998–2016: Klaus Plöger, SPD
- depuis 2016: Henning Görtz (de), CDU